# Tahmasp I

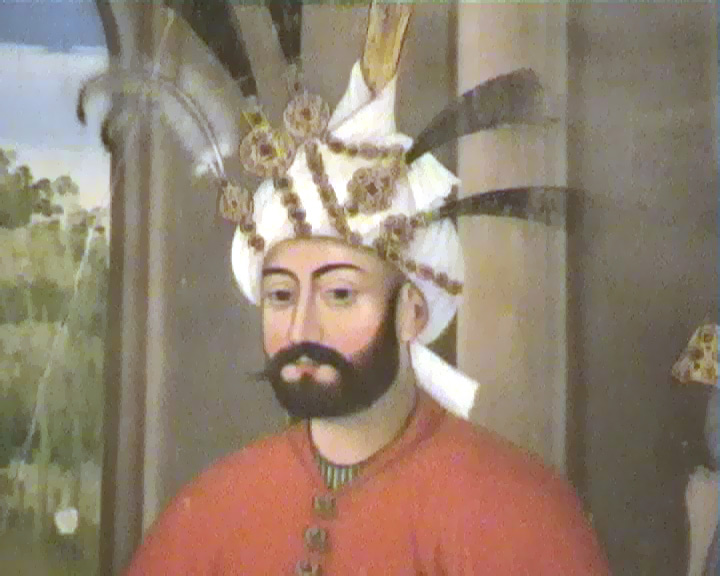
Tahmasp I

Tahmasp I of Sjah Thamâsp I (Perzisch: شاه تهماسب یکم Azerbeidzjaans-Turks: Şah I Təhmasib) (Sjahabad (nabij Isfahan), 22 februari 1514 – Qazvin, 14 mei 1576) was de tweede sjah van de Safawieden, een dynastie die lange tijd over het Perzische Rijk heerste. Tahmasp I regeerde over het rijk van 1524 tot 1576. Zijn voorganger was zijn vader, Ismail I, en zijn opvolger was Ismail II.
Tahmasp I heerste van 1524 tot 1576. Hij was de zoon van Ismail I. De handelsreiziger Anthony Jenkinson ontmoette hem op zijn reis naar Perzië in 1561 in Qazvin, dat in die tijd de hoofdstad van Perzië was. De reiziger bracht hem veel geschenken, maar toen Tahmasp hoorde dat Jenkinson een christen was, was hij niet meer geïnteresseerd. Jenkinson had een slechte timing, Tahmasp had net een vriendschapsverdrag met de Ottomaanse Turken gesloten. Het Ottomaanse Rijk had vele Europese landen als vijand.
Zijn opvolger was Ismail II, die regeerde vanaf 1576 tot 1578.